# فيليب جاي ديفيس
فيليب جاي ديفيس (بالإنجليزية: Philip J. Davis)‏ هو رياضياتي أمريكي، ولد في 2 يناير 1923 في لورانس في الولايات المتحدة، وتوفي في 13 مارس 2018.